# Cratere Artsimovich
Artsimovich è un cratere lunare di 7,96 km situato nella parte nord-occidentale della faccia visibile della Luna.